# SN 2006af
SN 2006af – supernowa typu Ia odkryta 4 lutego 2006 roku w galaktyce A103357+2020. W momencie odkrycia miała maksymalną jasność 19,50m.